# Peruzwergkauz
Der Peruzwergkauz (Glaucidium peruanum) auch Peru-Sperlingskauz ist eine kleine Eulenart aus der Gattung der Sperlingskäuze. Er kommt ausschließlich in Südamerika vor.

## Erscheinungsbild
Der Peruzwergkauz erreicht eine Körpergröße von etwa 15 bis 17 Zentimetern. Federohren fehlen. Es kommen drei Farbmorphen vor, die ein graues, braunes oder rotbraunes Gefieder haben. Die graue Farbmorphe ist eher in den größeren Höhenlagen anzutreffen. Bei ihr ist die Kopfoberseite dicht weiß gefleckt. Die Morphen, die eher in niedrigeren Gebirgslagen vorkommen, haben auf der Kopfoberseite eher tropfenförmige Flecken oder kurze Längsstreifen. Wie alle Sperlingskauz-Arten hat auch der Peruzwergkauz ein Occipitalgesicht im Nacken.
Im Verbreitungsgebiet des Peruzwergkauzes kommen mehrere andere Sperlingskauz-Arten vor, mit denen der Peruzwergkauz verwechselt werden kann. Große Ähnlichkeit weist er mit dem Brasilzwergkauz sowie dem Bolivienzwergkauz auf. Dem Brasil-Sperlingskauz fehlt anders als dem Peruzwergkauz jedoch das ockerfarbene Nackenband unterhalb des Occipitalgesichts. Der Bolivienzwergkauz hat eher gerundete Flügelenden und die Tropfenverteilung im Muster des Kopfgefieders unterscheidet sich von der des Peruzwergkauzes. Am eindeutigsten ist jedoch eine Unterscheidung anhand der Stimme.

## Verbreitungsgebiet und Lebensraum

Verbreitungsgebiet des Peruzwergkauzes

Das Verbreitungsgebiet des Peruzwergkauzes erstreckt sich vom Westen Ecuadors über den Westen und Südwesten Perus bis nach Chile. Er ist ein Standvogel, der semiarides Buschland und trockene bis semiaride Wälder besiedelt. Seine Höhenverbreitung reicht vom Meeresniveau bis in Höhenlagen von 3.000 Meter über NN.

## Lebensweise
Wie viele andere Sperlingskauz-Arten ist auch der Peruzwergkauz teilweise tagaktiv. Gelegentlich sitzt er sogar während des Tages auf exponierten Sitzwarten. Sein Nahrungsspektrum besteht überwiegend aus Insekten und Kleinvögeln. Er frisst aber auch Kleinsäugetiere und andere kleine Wirbeltiere. Die Männchen sind ausgeprägt territorial und verteidigen ihr Reviere energisch. Als Nistplatz werden aufgegebene Spechthöhlen in Bäumen genutzt. Es brütet allein das Weibchen.

## Belege

### Einzelbelege
1. ↑   König et al., S. 412